# Брай, Массимо
Массимо Брай (итал. Massimo Bray; род. 11 апреля 1959, Лечче) — итальянский историк, министр культуры Италии (2013—2014).

## Биография
Родился 11 апреля 1959 года в Лечче, в 1984 году окончил Флорентийский университет, где изучал литературу и философию. Некоторое время занимался финансовыми спекуляциями в Неаполе, Венеции, Париже и Симанкасе, а в 1991 году начал работать в Институте Итальянской энциклопедии редактором секции современной истории детской энциклопедии. В 1994 году назначен директором издательства, сыграл значительную роль в запуске онлайн-версии. Также стал ответственным редактором журнала, выпускаемого фондом Italianieuropei.
Возглавляет совет директоров фонда «Ночь Таранты», который занимается организацией крупнейшего в Европе фестиваля популярной музыки, в итальянской версии онлайн-издания Huffington Post ведёт блог, посвящённый вопросам культуры, особое внимание уделяя издательской деятельности.
В 2013 году избран в Палату депутатов по спискам Демократической партии, с 28 апреля 2013 по 22 февраля 2014 года занимал должность министра культурного наследия, культурной деятельности и туризма в правительстве Летта.
В марте 2015 года досрочно сдал депутатский мандат и полностью посвятил себя работе в Институте Итальянской энциклопедии, где в течение года был назначен генеральным директором. В апреле 2017 года возглавил Фонд книги, музыки и культуры, который занимается организацией туринского Международного книжного салона.